# Kościół Męczeństwa Świętego Jana Chrzciciela w Rychtalu
Kościół Męczeństwa Świętego Jana Chrzciciela w Rychtalu – rzymskokatolicki kościół parafialny w mieście Rychtal, w gminie Rychtal, w powiecie kępińskim, w województwie wielkopolskim. Należy do dekanatu Trzcinica. Mieści się przy ulicy Kościelnej, w pobliżu Rynku od strony północno–wschodniej.

## Historia
Świątynia parafialna w Rychtalu została ufundowana przez biskupów wrocławskich jeszcze w XIII stuleciu, pod wezwaniem Męczeństwa św. Jana Chrzciciela. Obecna budowla została wybudowana w latach 1784–1785 w stylu klasycystycznym. Do jego budowy zostały wykorzystane mury poprzedniego kościoła z 1679 roku. Świątynia została wybudowana pod kierunkiem inspektora budownictwa J. Gieslera (J. Dieslera), a prace budowlane wykonywał murarz Antoni Jakisch z Namysłowa. Prace ciesielskie zostały wykonane przez cieślę Hallbrodta z Sycowa.

## Architektura

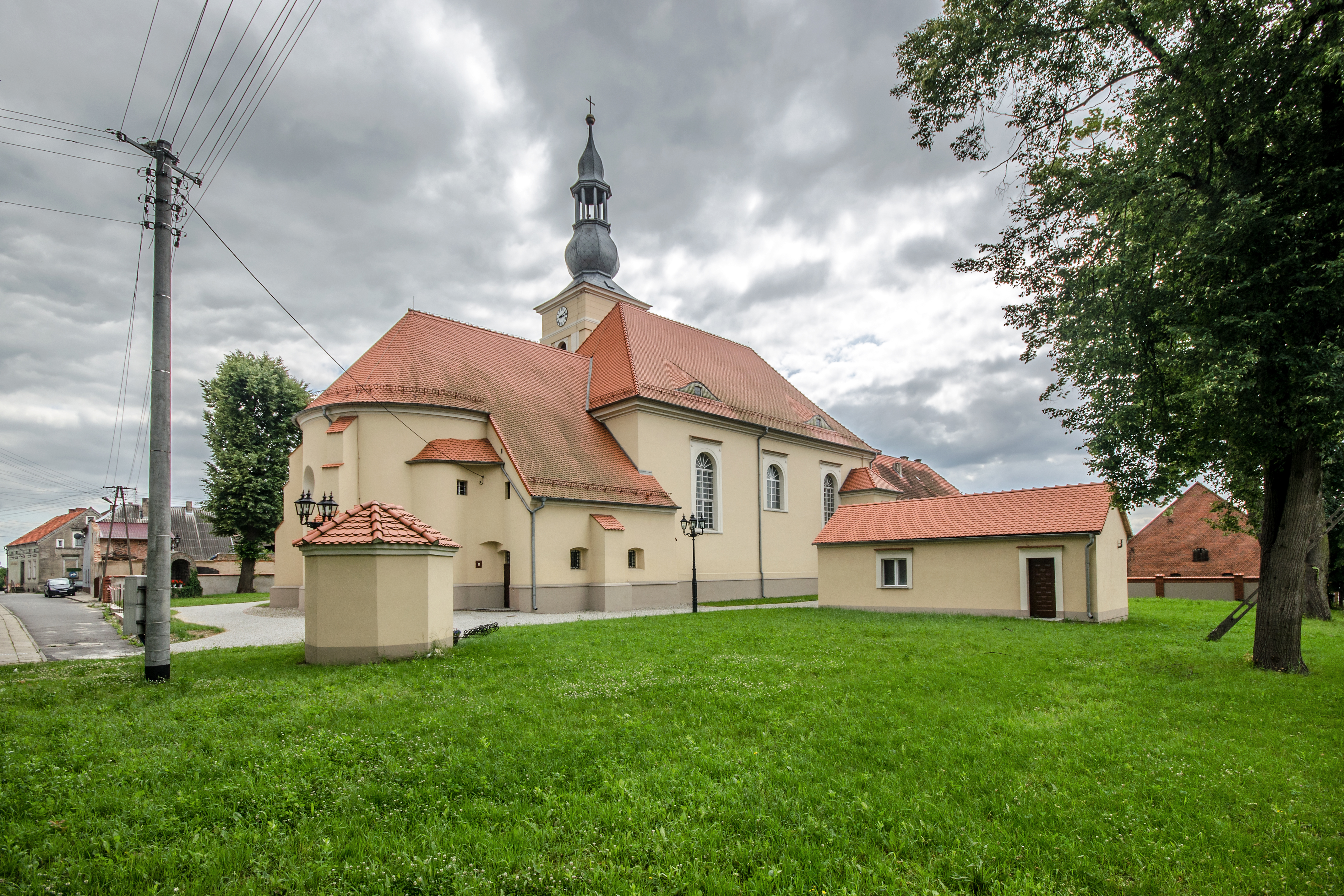
Tył kościoła

Kościół jest zbudowany z cegły i otynkowany. Od strony północy znajduje się zakrystia z lożą kolatora, z dostawioną wieżyczką schodową. Od południa jest umieszczona kwadratowa wieża-dzwonnica, posiadająca dwie kondygnacje. Nad wejściem zewnętrznym do wieży znajduje się portal z obramowaniem kluczowym, a nad nim okno w kształcie owalu. Niżej umieszczona jest płaskorzeźba przedstawiająca głowę św. Jana Chrzciciela na misie. Od północy umieszczona jest przybudówka, wyposażona w klatkę schodową prowadzącą na chór. Od zachodu nad wejściem głównym jest umieszczony trójkątny portal podparty przez dwie kolumny. Dach nad zakrystią jest jednospadowy, jest to przedłużenie części dachu dwuspadowego nad prezbiterium, a nad nawą świątyni dach jest czterospadowy, nakryty czerwoną dachówką. Prezbiterium budowli zostało wzniesione we wcześniejszych czasach nowożytnych. Ma kształt półkola, na zewnątrz ma skarpy. W nim znajduje się ciężkie sklepienie kolebkowe, zwane również beczkowym, z poprzecznymi otworami okiennymi, nazywanymi lunetami. Brzegi lunet zakończone są złoceniami.

## Organy
Organy wybudowała firma Józefa Bacha na zlecenie miejscowego proboszcza ks. Pawła Nieborowskiego w latach 1913-1914 w miejscu poprzednich organów Franciszka Majewskiego z około 1785 roku. Prawdopodobnie jakiś remont odbył się w roku 1937, z racji że Georg Domina, pracujący jako stolarz w warsztacie Józefa Bacha, na jednej z desek zostawił swój podpis i datę. Kolejna inskrypcja mówi o tym, że nieczynny od 2 lat instrument został uruchomiony w 1988 r. W latach 50. organmistrz Stefan Fiołka z Kępna zamontował wewnątrz szafy organowej dmuchawę elektryczną. Ostatni gruntowny remont przeprowadził Henryk Hober z Olesna w 1994 r., a firma Chrobak z Wrocławia w 2010 r. odnowiła kontuar.
Dyspozycja instrumentu:
| Manuał I                            | Manuał II              | Pedał             |
| ----------------------------------- | ---------------------- | ----------------- |
| 1. Trompete 8' *                    | 1. Clarinett 8' ***    | 1. Violonbass 16' |
| 2. Bourdon 16'                      | 2. Geigen principal 8' | 2. Subbass 16'    |
| 3. Principal 8'                     | 3. Salicional 8'       | 3. Cello 8'       |
| 4. Gamba 8'                         | 4. Concert flöte 8'    | 4. Gedektbass 8'  |
| 5. Gemshorn 8'                      | 5. Aeoline 8'          |                   |
| 6. Doppel flöte 8' **               | 6. Vox celestis 8'     |                   |
| 7. Octav 4'                         | 7. Travers flöte 4'    |                   |
| 8. Rohrflöte 4'                     |                        |                   |
| 9. Mixtur 2 2/3' [2 2/3'+2'+1 3/5'] |                        |                   |